# Gerd Bienert
Gerd „Woody“ Bienert (* 29. Oktober 1939; † 16. Dezember 2022) war ein österreichischer Jazzgitarrist.

## Leben
Bienert spielte zunächst bei Fatty George und bei Walter Hörler. Ab den frühen 1970er Jahren leitete er die Printers Jazzband, mit der er auch mit Ben Webster aufnahm. Weiterhin spielte er mit Franz Bilik und dessen „Brogressivschrammeln“ (Album 1973) und der Bigband von Teddy Ehrenreich. Mit Karl Hodina bildete er ein Trio, das drei Alben veröffentlichte. Weiterhin spielte er mit Art Farmer, Eddie Lockjaw Davis, Kai Winding, Joe Newman, Harry Edison oder Buddy Tate.

## Diskographische Hinweise
- Ben Webster Live In Vienna 1972 (mit der Printers Jazzband)
- Hodina/Bienert Jazz zu zweit; It Could Happen to You (1986)
- Bienert - Breinschmid - Oesterreicher A Night In Jazzland (2003, mit Martin Breinschmid, Richard Oesterreicher, Herbert Swoboda, Harald Putz, Fredvard Mühlhofer)